# Домброва (Мальборський повіт)
Домброва (пол. Dąbrowa, нім. Damerau) — село в Польщі, у гміні Ліхнови Мальборського повіту Поморського воєводства.
Населення — 249 осіб (2011).
У 1975-1998 роках село належало до Ельблонзького воєводства.

## Демографія
Демографічна структура станом на 31 березня 2011 року:
|          | Загалом | Допрацездатний вік | Працездатний вік | Постпрацездатний вік |
| -------- | ------- | ------------------ | ---------------- | -------------------- |
| Чоловіки | 127     | 36                 | 87               | 4                    |
| Жінки    | 122     | 35                 | 67               | 20                   |
| Разом    | 249     | 71                 | 154              | 24                   |